# Mount La Perouse
Der Mount La Perouse, auch lediglich La Perouse genannt, ist ein 3078 m hoher Berg der Neuseeländischen Alpen im Mount-Cook-Nationalpark auf der Südinsel Neuseelands.
Er ist nach dem französischen Seefahrer und Geografen Jean-François de La Pérouse benannt, trug vormals jedoch den Namen Stokes.
Die Erstbesteigung gelang am 1. Februar 1906 den Bergsteigern Ebenezer Teichelmann, Alexander Graham, R. S. Low und Henry Edward Newton.